# Chiesa di San Salvatore di Sotto
La chiesa di San Salvatore di Sotto edificata seguendo i canoni dello stile romanico, attualmente sconsacrata, si trova nella città di Ascoli Piceno. È così chiamata per distinguerla dalla chiesa di San Salvatore di Sopra che fu costruita al di fuori delle mura della città oltre Porta Romana.
La piccola chiesa sorge nel quartiere di Porta Maggiore, vicino alla zona Caldaie, sulla sommità di un poggio che la tradizione ascolana identifica col nome di Colle di Marte, ai piedi di colle San Marco.
In questo luogo si consolidò nel tempo l'abitudine degli ascolani di venerare il Salvatore ed assistere alla messa celebrata sul sagrato della chiesa il lunedì di Pasqua. Era infatti consuetudine raggiungere il poggio e “passar l'acqua” del torrente Castellano.

## Storia
La dedicazione del luogo al dio pagano della guerra fa presumere che vi fosse un tempio per la sua adorazione. Questo potrebbe essere confermato dal ritrovamento delle mura di fondazione della chiesa che sono di epoca romana.
La storia narra che fu lo stesso sant'Emidio a volere la demolizione del tempio e la sua sostituzione con un oratorio dedicato a "Dio Salvatore e Principe della pace".
San Romualdo di Ravenna, fondatore dell'Ordine dei benedettini camaldolesi, verso la fine del primo decennio dell'anno 1000, di passaggio nella città di Ascoli, vi fondò un monastero.
Tra il 1048 ed il 1068 il cenobio fu dato in concessione all'abbazia di Farfa, e nel 1300 risultava trovarsi sotto la competenza dell'abbazia di San Salvatore Maggiore di Rieti.
La bolla di Papa Bonifacio VIII, del 17 febbraio 1300, custodita presso l'Archivio di Stato di Ascoli, conferma il passaggio degli abati di Farfa.
Quando i monaci camaldolesi si trasferirono presso Sant'Angelo Magno, nel quartiere della Piazzarola, la chiesa ed il monastero rimasero abbandonati.
Il vescovo Gambi, il 20 gennaio 1713, a seguito di una visita pastorale, la descrive come “mal ridotta con un tetto pericolante ed un pavimento consunto e a tratti avallato”.
Il degrado di San Salvatore di Sotto, nel corso dei secoli, fu dovuto anche ai diversi passaggi di proprietà che subì. La chiesa fu confiscata al tempo dell'annessione delle Marche al Regno d'Italia, il 12 gennaio 1861 divenne proprietà della Cassa ecclesiastica dello Stato, dal 7 febbraio 1866 passò al demanio nazionale. Il 21 agosto 1870 fu venduta ad una pubblica asta e, da allora, ha avuto vari proprietari.
Le condizioni generali di conservazione dell'edificio peggiorarono inarrestabilmente e nell'anno 1929 si verificò il crollo del tetto. Don Attilio Galli riferisce, nel suo libro, della visita al sacro edificio nel 1940, e descrive il profondo squallore dell'interno che sembrava destinato a divenire un mucchio di pietre. 
Nell'anno 1979 la chiesa fu donata al Comune di Ascoli. Allo stesso tempo, su richiesta della sezione territoriale dell'Archeoclub d'Italia, la Soprintendenza ai monumenti si attivò per puntellare la struttura ed impedire ulteriori crolli.
Nel 1996 il Comune acquistò l'area che circonda la chiesa e la Fondazione della Cassa di Risparmio di Ascoli finanziò il completo restauro dell'edificio.

## Architettura

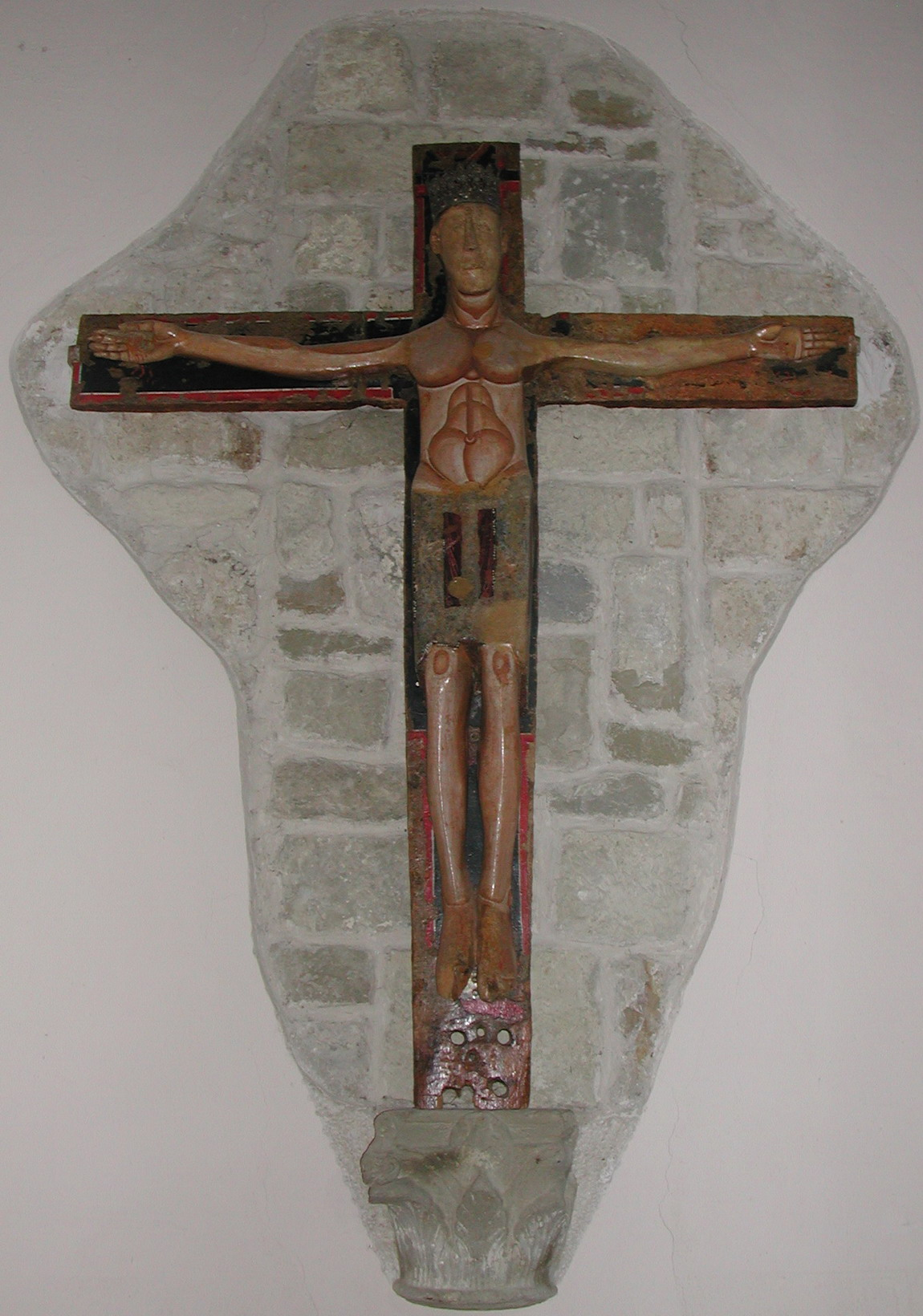
Crocifisso ligneo policromo dipinto ed intagliato custodito ad Arquata del Tronto

La facciata di stile romanico è imponente nella sua semplicità, bipartita, ostenta un austero portale ad arco falcato ed, al di sopra della porta di ingresso, a posto del rosone, presenta una grande trifora in travertino intagliato di gusto gotico francese.
L'interno si compone di un'unica navata scandita in tre campate da due archi dal diaframma a sesto falcato.

## Il crocifisso ligneo policromo del XIII secolo
Da questa chiesa proviene il crocefisso ligneo, del XIII secolo, dapprima custodito nella chiesa di San Salvatore di Borgo ed ora nella chiesa della Santissima Annunziata di Arquata del Tronto. La storia vuole che sia stato trafugato nell'anno 1680 dagli arquatani durante una disputa con gli ascolani. È un'opera che ha riferimenti stilistici bizantini, dovuta alla collaborazione di due religiosi benedettini Fra' Raniero e Fra' Berardo che l'hanno firmata alla base.
La caratteristica è rappresentata dal fatto che riproduce il Cristo vivente e non morto come nelle opere più conosciute.